# Coelogyne pulverula
Coelogyne pulverula é uma espécie de orquídea epífita, família Orchidaceae, que habita a Tailândia, Malásia, Bornéu, Java e Sumatra.